# 奈良県道125号橿原神宮公苑線
奈良県道125号橿原神宮公苑線（ならけんどう125ごう かしはらじんぐうこうえんせん）は、奈良県橿原市を通る一般県道である。

## 概要
橿原市久米町を走る道路で、近鉄橿原線・近鉄南大阪線・近鉄吉野線 橿原神宮前駅から、奈良県立橿原公苑を周回している。橿原神宮へ向かう表参道および裏参道として整備された道路の一部にもなっている。畝傍山の東側山麓に位置し、市民の憩いの場となっている本県道は、奈良県道161号畝傍御陵前停車場四条線とともに「畝傍山山麓の道」として、1987年（昭和62年）8月10日の道の日に、旧建設省（現・国土交通省）と「道の日」実行委員会により制定された日本の道100選の一つに数えられる。

### 路線データ
- 起点：橿原市久米町（近鉄橿原線・近鉄南大阪線・近鉄吉野線 橿原神宮前駅中央口）
- 終点：橿原市久米町（近鉄橿原線・近鉄南大阪線・近鉄吉野線 橿原神宮前駅中央口）
- 総延長：2.6 km

## 歴史
1940年（昭和15年）、橿原神宮の紀元2600年記念事業が行われた際、全国から集まった120万人の奉仕員の人たちの手によって、橿原神宮境域の橿原森林遊苑に沿う橿原神宮の参拝道路として築造されたのが本県道である。県道畝傍御陵前停車場四条線と連続するこの表参道は、2車線の車道と両側5 mの歩道がこのとき整備されたもので、沿道に植栽された500種もの樹木は、このとき全国から寄進された苗木が植樹されたもので、1994年（平成6年）に、読売新聞社選定の「新・日本街路樹100景」（1994年）のひとつに選定されている。

## 路線状況
近鉄橿原線・近鉄南大阪線・近鉄吉野線 橿原神宮前駅から橿原神宮前を通って橿原森林遊苑に沿って北へ向かう道は、近鉄橿原線 畝傍御陵前駅から本県道と接続してさらにに橿原森林遊苑に沿って北へ国道24号に接続する奈良県道161号畝傍御陵前停車場四条線とともに、通称「表参道」とよばれている。また、近鉄橿原線 畝傍御陵前駅から近鉄橿原線に沿って橿原神宮へ達する道路は、「北参道」あるいは「裏参道」とよばれる。表参道の沿道の木々から枝が覆いかぶさるように伸びて緑に包まれた歩道は、散策する通行人にやすらぎを与える良いジョギングコースともなっている。

### 重複区間
- 奈良県道161号畝傍御陵前停車場四条線（橿原市畝傍町）

## 地理
奈良盆地南部の大和三山のひとつに数えられる畝傍山の東に位置し、道路は平坦で比較的直線的な線形で奈良県立橿原公苑を周回している。奈良県立橿原公苑は、県民の体力向上とスポーツ発展を目的として整備されたもので、体育館、陸上競技場、弓道場、野球場、テニスコートなどのスポーツ施設がある。また、橿原遺跡とよばれるこの辺りは、道路建設時に出土した縄文時代以降の埴輪などの出土品を展示する、奈良県立橿原考古学研究所付属博物館がその北側にある。

### 通過する自治体
- 奈良県
  - 橿原市

### 交差する道路
| 交差する道路                                     | 交差する場所 |
| ------------------------------------------------ | ------------ |
| 奈良県道133号戸毛久米線                          | 久米町       |
| 奈良県道161号畝傍御陵前停車場四条線 重複区間起点 | 畝傍町       |
| 奈良県道161号畝傍御陵前停車場四条線 重複区間終点 | 畝傍町       |
| 奈良県道133号戸毛久米線                          | 久米町       |

### 沿線
- 近鉄橿原線・近鉄南大阪線・近鉄吉野線 橿原神宮前駅
- 橿原神宮
- 奈良県立橿原公苑
  - 奈良県立橿原公苑野球場
  - 奈良県立橿原公苑陸上競技場
- 畝傍山
- 奈良県立橿原考古学研究所